# 长征七号系列火箭
长征七号系列火箭，原名长征二号F换发型运载火箭，简称长二F换（CZ-2F/H），绰号“冰箭”，是由中國航天科技集團公司研制的新一代中型液體燃料运载火箭系列，为长征系列运载火箭的下属一个分系列。该系列的首个运载火箭型号“长征七号运载火箭”于2016年6月25日完成首飞。
在设计之初，作为长征二号F运载火箭的升级和迭代品，长征七号及其改型就曾被计划用作中国新一代中型运载火箭的基本型号，并在未来承担中国70%左右的航天发射任务量。此外，长征七号系列亦被设计在中国空间站工程中进行常态任务，其基本型将作为天舟系列货运飞船的主要发射手段在空间站货运任务中起到核心作用。
自2020年起，除长征七号的基础型之外，该系列还新增了长征七号甲火箭这一改进型，两者之间最大的不同之处在于长征七号甲增加了改进自长征三号乙三级火箭的氢氧第三级，使之在发射高轨道载荷方面较前者更具有优势。
截至2025年8月20日，该系列共包括两型运载火箭：长征七号（基本型）和长征七号改。

## 发射记录
| 飞行次序          | 火箭型号   | 火箭序号 | 上面級     | 起飞时间（UTC+8）               | 发射工位                | 有效载荷 | 卫星轨道         | 发射结果                      |
| ----------------- | ---------- | -------- | ---------- | ------------------------------- | ----------------------- | --- | ---------------- | ----------------------------- |
| 1                 | 七号       | 遥一     | 远征一号甲 | 2016年6月25日 20時00分07.413秒  | 文昌航天发射场 二号工位 | 远征一号甲上面级 多用途飞船缩比返回舱 遨龙一号空间碎片主动清理飞行器 翱翔之星 天鸽飞行器×2 在轨加注实验装置（天源一号） | 近地轨道         | 成功                          |
| 2                 | 七号       | 遥二     | 无         | 2017年4月20日 19時41分35.361秒  | 文昌航天发射场 二号工位 | 天舟一号 | 近地轨道         | 成功                          |
| 3                 | 七号改七甲 | 遥一     | 不適用     | 2020年3月16日 21时34分          | 文昌航天发射场 二号工位 | 新技术验证六号卫星 | 地球同步转移轨道 | 失败 助推器氧箱出流口发生空化 |
| 4                 | 七甲       | 遥二     | 不適用     | 2021年3月12日 01时51分28.409秒  | 文昌航天发射场 二号工位 | 试验九号卫星 （新技术验证卫星六号02星）                                                                                 | 地球同步转移轨道 | 成功                          |
| 5                 | 七号       | 遥三     | 无         | 2021年5月29日 20時55分29.373秒  | 文昌航天发射场 二号工位 | 天舟二号 | 近地轨道         | 成功                          |
| 6                 | 七号       | 遥四     | 无         | 2021年9月20日 15时10分11.392秒  | 文昌航天发射场 二号工位 | 天舟三号 | 近地轨道         | 成功                          |
| 7                 | 七甲       | 遥三     | 不適用     | 2021年12月23日 18时12分         | 文昌航天发射场 二号工位 | 试验十二号卫星01星试验十二号卫星02星                                                                                    | 地球同步转移轨道 | 成功                          |
| 8                 | 七号       | 遥五     | 无         | 2022年5月10日 01时56分37.376秒  | 文昌航天发射场 二号工位 | 天舟四号 | 近地轨道         | 成功                          |
| 9                 | 七甲       | 遥五     | 不適用     | 2022年9月13日 21时18分          | 文昌航天发射场 二号工位 | 中星1E卫星 | 地球同步转移轨道 | 成功                          |
| 10                | 七号       | 遥六     | 无         | 2022年11月12日 10时03分12.374秒 | 文昌航天发射场 二号工位 | 天舟五号 | 近地轨道         | 成功                          |
| 11                | 七甲       | 遥四     | 不適用     | 2023年1月9日 06时00分           | 文昌航天发射场 二号工位 | 实践二十三号卫星 | 地球同步转移轨道 | 成功                          |
| 12                | 七号       | 遥七     | 无         | 2023年5月10日 21时22分51.052秒  | 文昌航天发射场 二号工位 | 天舟六号 | 近地轨道         | 成功                          |
| 13                | 七甲       | 遥六     | 不適用     | 2023年11月3日 22时54分          | 文昌航天发射场 二号工位 | 通信技术试验卫星十号 | 地球同步转移轨道 | 成功                          |
| 14                | 七号       | 遥八     | 无         | 2024年1月17日 22时27分30.728秒  | 文昌航天发射场 二号工位 | 天舟七号 | 近地轨道         | 成功                          |
| 15                | 七甲       | 遥八     | 不適用     | 2024年6月29日 19时57分          | 文昌航天发射场 二号工位 | 中星3A卫星 | 地球同步转移轨道 | 成功                          |
| 16                | 七甲       | 遥九     | 不適用     | 2024年8月22日 20时25分          | 文昌航天发射场 二号工位 | 中星4A卫星 | 地球同步转移轨道 | 成功                          |
| 17                | 七号       | 遥九     | 无         | 2024年11月15日 23时13分         | 文昌航天发射场 二号工位 | 天舟八号 | 近地轨道         | 成功}                         |
| 18                | 七甲       | 遥十一   | 不適用     | 2025年3月30日 0时05分           | 文昌航天发射场二号工位  | 通信技术试验卫星十六号                                                                                                  | 地球同步转移轨道 | 成功                          |
| 19                | 七甲       | 遥十五   | 不適用     | 2025年5月20日 19时50分          | 文昌航天发射场二号工位  | 中星3B卫星 | 地球同步转移轨道 | 成功                          |
| 20                | 七号       | 遥十     | 无         | 2025年7月15日 05时34分          | 文昌航天发射场201号工位 | 天舟九号 | 近地轨道         | 成功                          |
| \| 成功率：95% \| |            |          |            |                                 |                         | |                  |                               |
| 成功率：95%       |            |          |            |                                 |                         | |                  |                               |

### 数据统计
发射结果
- 失利
- 部分失利
- 成功
- 计划

火箭构型
- 七号
- 七号甲